# Іван Турина
Іван Турина (хорв. Ivan Turina; нар. 3 жовтня 1980, Загреб — 2 травня 2013, Стокгольм) — хорватський футболіст, воротар.

## Клубна кар'єра
Народився 3 жовтня 1980 року в місті Загреб. Вихованець футбольної школи клубу «Динамо» (Загреб).

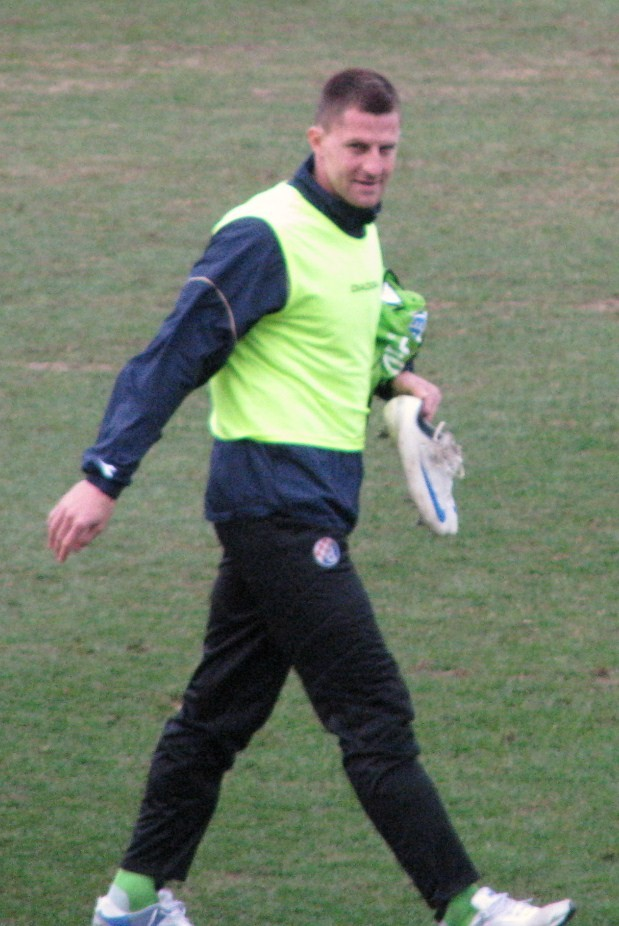
Іван Турина під час виступів за «Динамо» (Загреб). 2010 рік

Проте в складі «динамівців» не зміг виграти конкуренцію і вступав на правах оренди за «Кроацію Сесвете», «Камен Інград» та «Осієк».
Своєю грою за останню команду привернув увагу представників тренерського штабу «Динамо» (Загреб), до складу якого був повернутий влітку 2003 року. Цього разу Івану вдалося стати основним голкіпером і він відіграв за «динамівців» наступні чотири сезони своєї ігрової кар'єри, здобувши за цей разом з командою низку національних трофеїв.
Після цього намагався заграти в грецькій «Шкода Ксанті» та польському «Леху», проте в нього це не вийшо і в 2010 році він повернувся назад в «Динамо» (Загреб).
До складу клубу АІК приєднався 7 червня 2010 року. Відіграв за команду з Стокгольма 65 матчів в національному чемпіонаті, в 26 з них зберіг свої ворота недоторканними. У лютому 2013 року Турина підписав новий контракт до 2016 року і став найбільш високооплачуваним гравцем шведського клубу.
2 травня 2013 року 32-річний хорватський голкіпер помер уві сні близько 7:20 ранку у своїй квартирі в Стокгольмі від зупинки серця. У гравця, який був основним голкіпером шведської команди протягом останніх трьох років, була раніше діагностована серцева недостатність. У Івана залишилась вагітна дружина і дві доньки.

## Виступи за збірну
Виступав за юніорські та молодіжні збірні Хорватії різних вікових груп у відбіркових іграх до чемпіонатів Європи.
1 лютого 2006 року зіграв свій перший і єдиний матч у складі національної збірної Хорватії, вийшовши на 46-й хвилині товариської гри зі збірною Гонконгу замість Джозефа Дидулиці.

## Титули та досягнення
- Чемпіон Хорватії (3):

«Динамо» (Загреб): 2005-06, 2006-07, 2009-10
- Володар Кубка Хорватії (2):

«Динамо» (Загреб): 2003-04, 2006-07
- Володар Суперкубка Хорватії (1):

«Динамо» (Загреб): 2006
- Володар Кубка Польщі (1):

«Лех»: 2008-09